# Superbus (jármű)

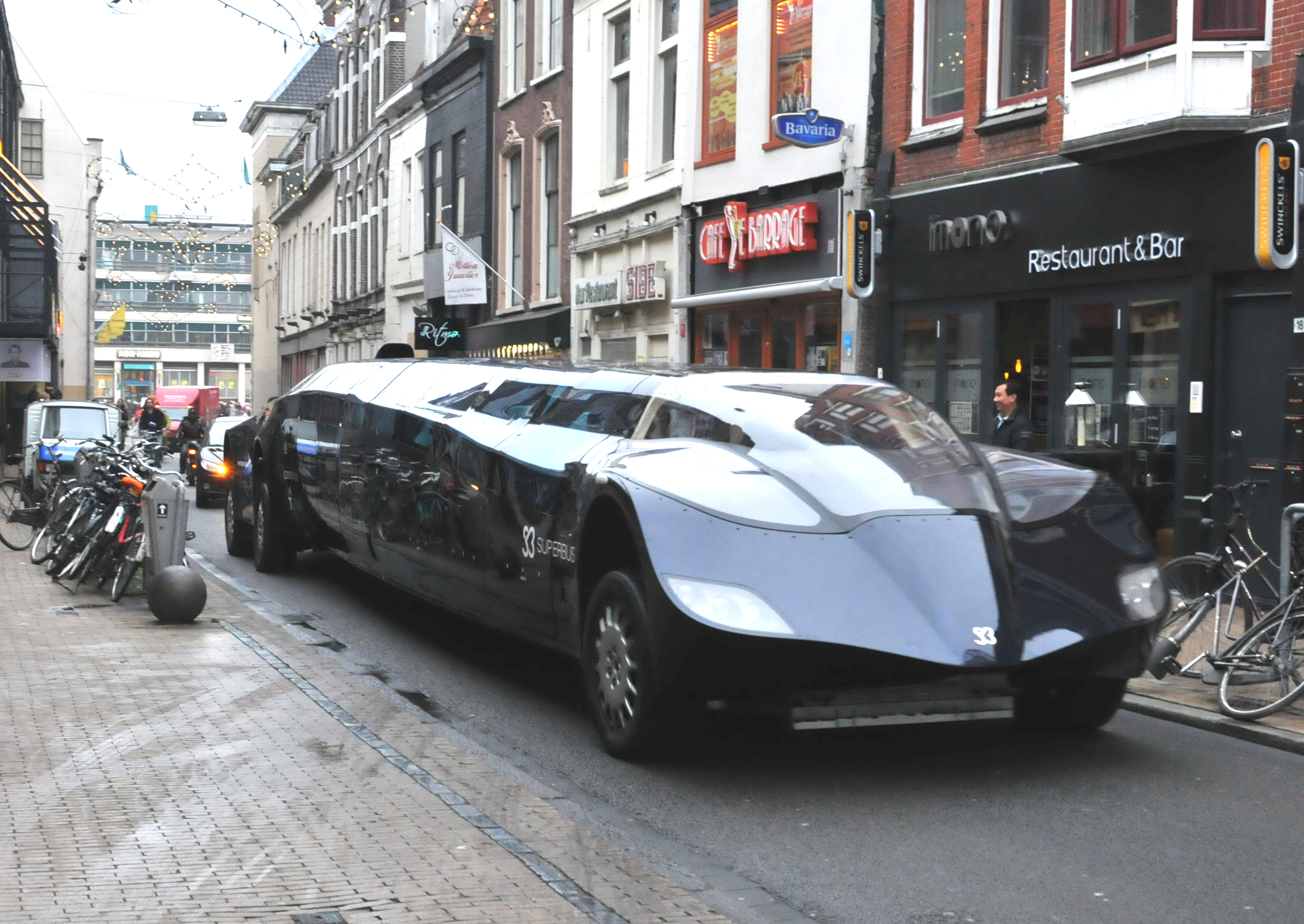
Superbus II

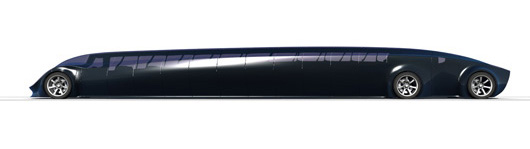
A Superbus képe

A Superbus egy új, előre mutató holland fejlesztés. A Superbus maga egy olyan autóbusz, amely a versenyautók formájával és sebességével, a luxusautók kényelmével és a modern szóló buszok hosszával rendelkezik. A Delfti Technológiai Egyetem professzorának,  Dr. Wubbo Ockels (korábbi asztronauta) vezetésével fejlesztették ki. A „busz” maximális sebessége 250 km/h és 25 ülő utas befogadására képes. A tervek szerint "„ajtótól ajtóig” rendszerben működtetnék a járműveket, amelynek az a lényege, hogy az utas valamilyen módon (telefon, internet stb.) leadja a rendelését, hogy hol szeretne a buszra felszállni és a legközelebbi busz az útvonalába integrálja azt a helyet, majd felveszi az utast és leteszi ott, ahová azt a rendelés alapján kérte.